# دخانية ملساء
دخانية ملساء (الاسم العلمي:Fumana laevis) هي نوع من النباتات يتبع جنس الدخانية من الفصيلة القريضية.